# Pinit de Cnossos
Pinit de Cnossos (grec: Άγιος Πινυτός) va ser bisbe de Cnossos, a Creta al final del segle ii. És venerat com a sant pels cristians i la seva festa se celebra el 10 d'octubre.
Pinit va ser molt apreciat per Eusebi de Cesarea, que el va considerar un dels primers escriptors eclesiàstics del seu temps. Pinit estava en contacte constant amb Dionís de Corint i els dos van tenir discrepàncies. Sembla que Dionís va escriure a Pinit demanant-li que no fos massa estricte en aconsellar la castedat als seus germans. Però Pinit no estava d'acord amb el consell i va replicar a Dionís que havia d'impartir una doctrina més forta i alimentar la seva congregació amb una epístola més perfecta en el sentit que els cristians no sempre podrien subsistir amb llet infantil. Podria ser que Pinit fos influït per visites de montanistes, però Eusebi parla de la seva ortodòxia i la seva cura dels qui es van posar sota la seva atenció.